# Reakcja Molischa
Reakcja Molischa, próba Molischa – reakcja charakterystyczna służąca do wykrywania cukrów i ich pochodnych. 

## Wykonanie
Do badanego roztworu należy dodać naftolu, wymieszać i wlać ostrożnie po ściance stężony kwas siarkowy. Pojawienie się czerwonofioletowego zabarwienia na granicy roztworów świadczy o pozytywnym wyniku próby.

## Mechanizm
W wyniku działania stężonego kwasu siarkowego na cukry powstaje furfural (w przypadku pentoz), hydroksymetylofurfural (w przypadku heksoz) lub inne pochodne furfuralu, w zależności od rodzaju cukru. Grupa aldehydowa powstałego furfuralu reaguje z dwiema cząsteczkami α-naftolu, tworząc wielopierścieniowe produkty o barwie czerwonofioletowej, np. w przypadku glukozy:
Pozytywną próbę dają oprócz cukrów wszystkie związki zawierające pierścień cukrowy, w środowisku kwasowym hydrolizujące do monosacharydów. Natomiast wynik negatywny wyklucza obecność cukrów.